# Abraham Mignon
Pour les articles homonymes, voir Mignon (homonymie).
Abraham Mignon, né à Francfort-sur-le-Main le 21 juin 1640 et mort le 27 mars 1679 à Utrecht, est un peintre hollandais.

## Biographie
Son père, un marchand originaire du Hainaut émigré à Francfort, le fait entrer à l’atelier du peintre de natures mortes Jacob Marrel. Marrel l’emmène avec lui aux Pays-Bas en 1660. Il travaille ensuite chez Jan Davidszoon de Heem, à Utrecht, où il épouse en 1675 la fille du peintre Cornelis Willaerts (it). Il a notamment pour élève Sibylle Merian, fille du graveur Matthaüs Merian.
Mignon s’est exclusivement consacré à la peinture des fleurs, des fruits, oiseaux, et autres sujets de nature morte - à l’exception de quelques portraits. Un des procédés qu’il utilise fréquemment consiste à représenter au centre de la toile des roses rouges ou blanches, et à ordonner l’ensemble du bouquet autour d’elles, sur un fond sombre.

## Œuvres
- Nature morte symbolisant la Vanité, 1665-1679, huile sur toile, 78,7 x 99 cm, Hessisches Landesmuseum, Darmstadt
- Nature morte de fleurs d'été, 1669 - 1672, 90 × 72 cm, Mauritshuis, La Haye[2]
- Nature morte aux fruits avec écureuil et un chardonneret, 1660-1670, huile sur toile, 80 × 99 cm, Gemäldegalerie Alte Meister, Cassel[3]
- Nature morte aux poissons et au nid de cailles , vers 1670, huile sur toile, 89 x 71,5 cm, Musée des beaux-arts (Budapest)
- Nature morte, après 1672, huile sur toile, 92 × 72,7 cm, Wallraf-Richartz Museum, Cologne
- Nature morte avec fruit, poisson et nid, vers 1675, huile sur toile, 94 × 73 cm, National Gallery of Art, Washington[4]
- Chat renversant un vase de fleurs, sans date, huile sur toile, 78,7 x 99 cm, Musée des Beaux-Arts de Lyon
- Fleurs, fruits, oiseaux et insectes sur fond de ruines, avec une souris pénétrant dans un nid, huile sur toile, 400 × 269 cm, Musée du Louvre, Paris[5]
- Vanité à la souris, Musée Granet, Aix-en-Provence[6]

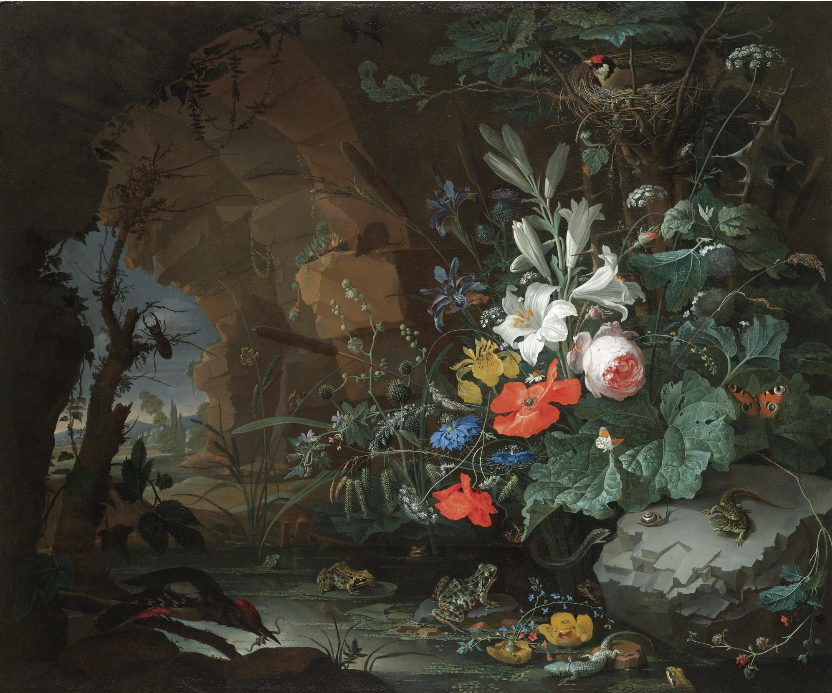
Intérieur d'une grotte avec une mare rocheuse, des grenouilles, des salamandres et un nid d'oiseau 1660-70 Collection privée
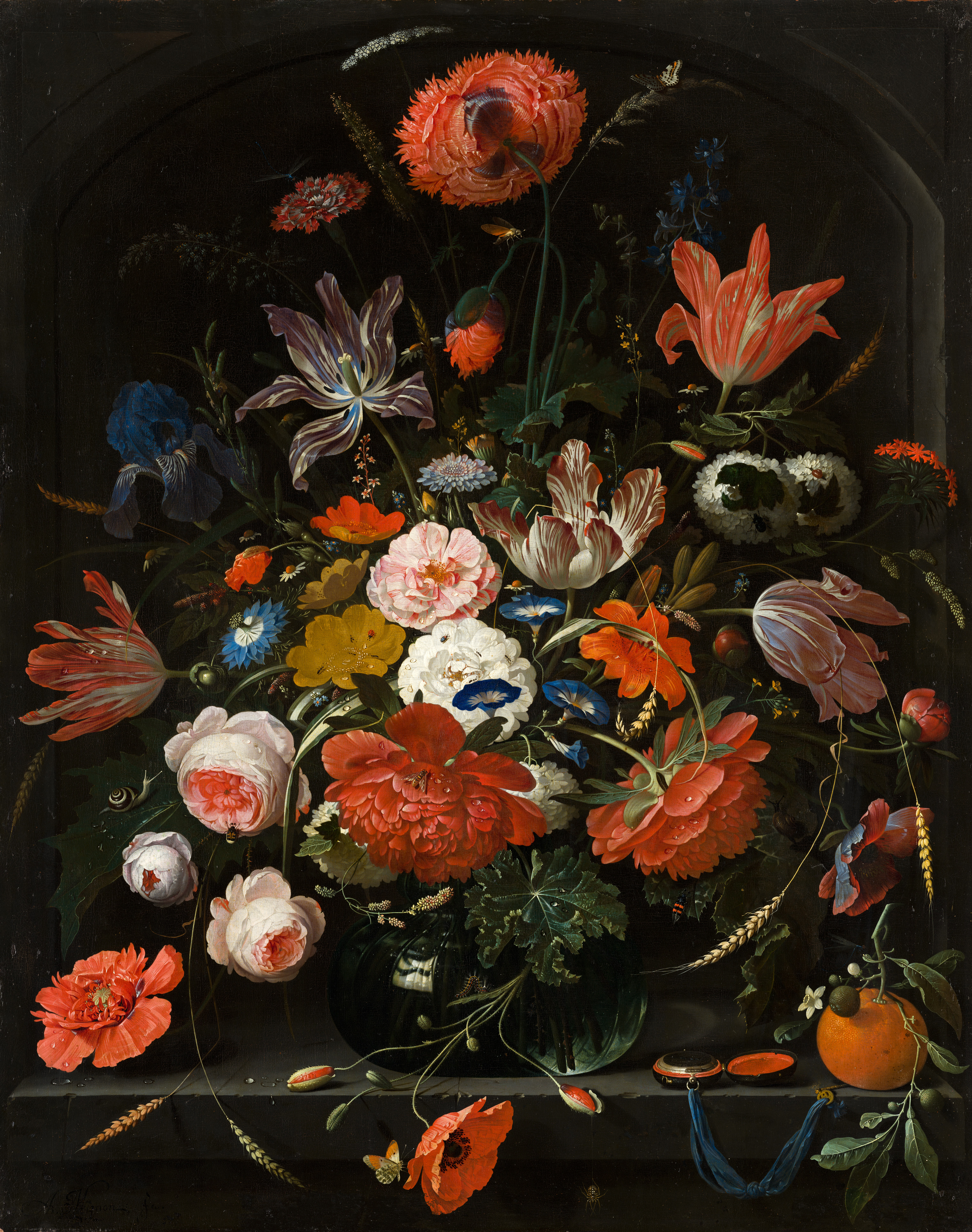
Fleurs dans un vase en verre 1669-72 Mauritshuis
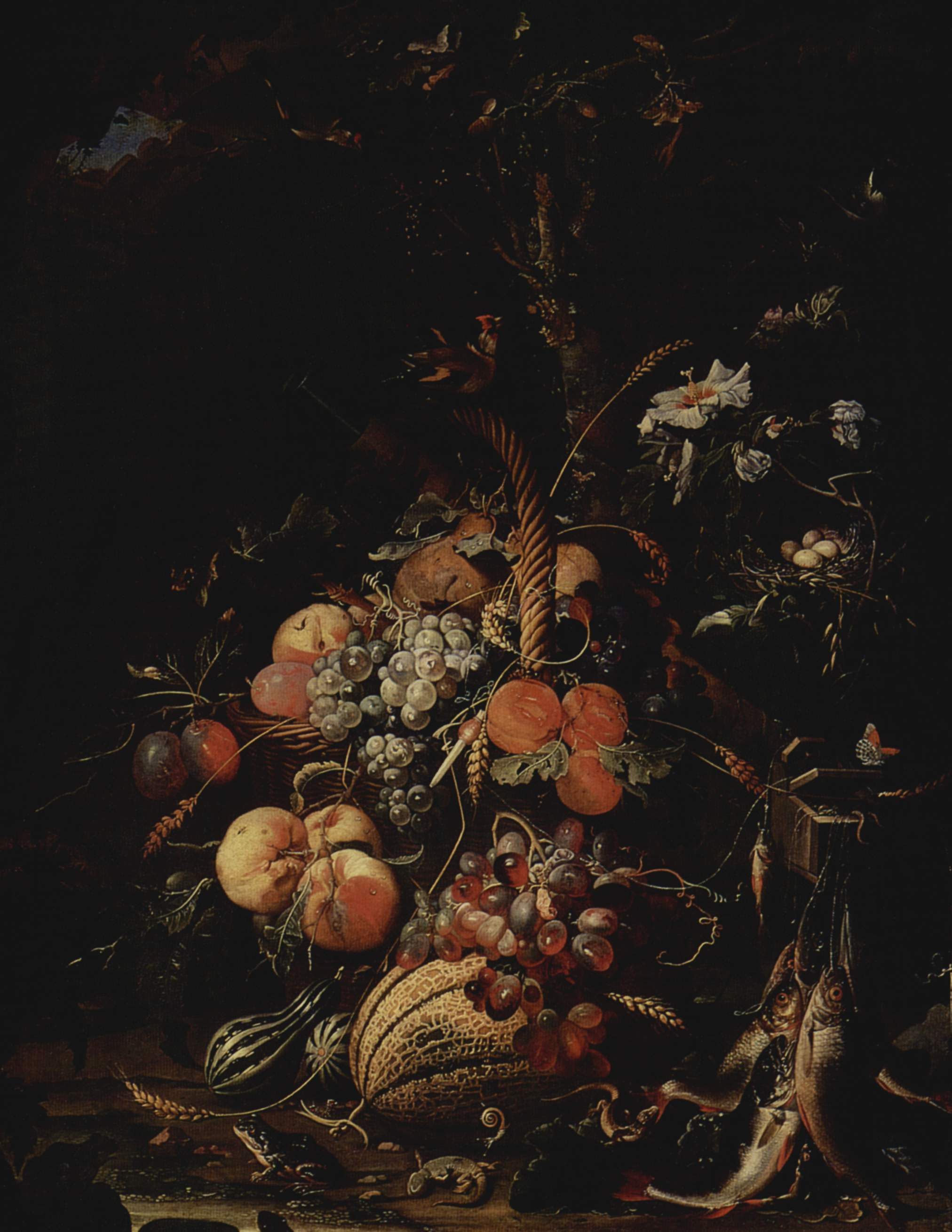
Nature morte après 1672 Wallraf-Richartz Museum
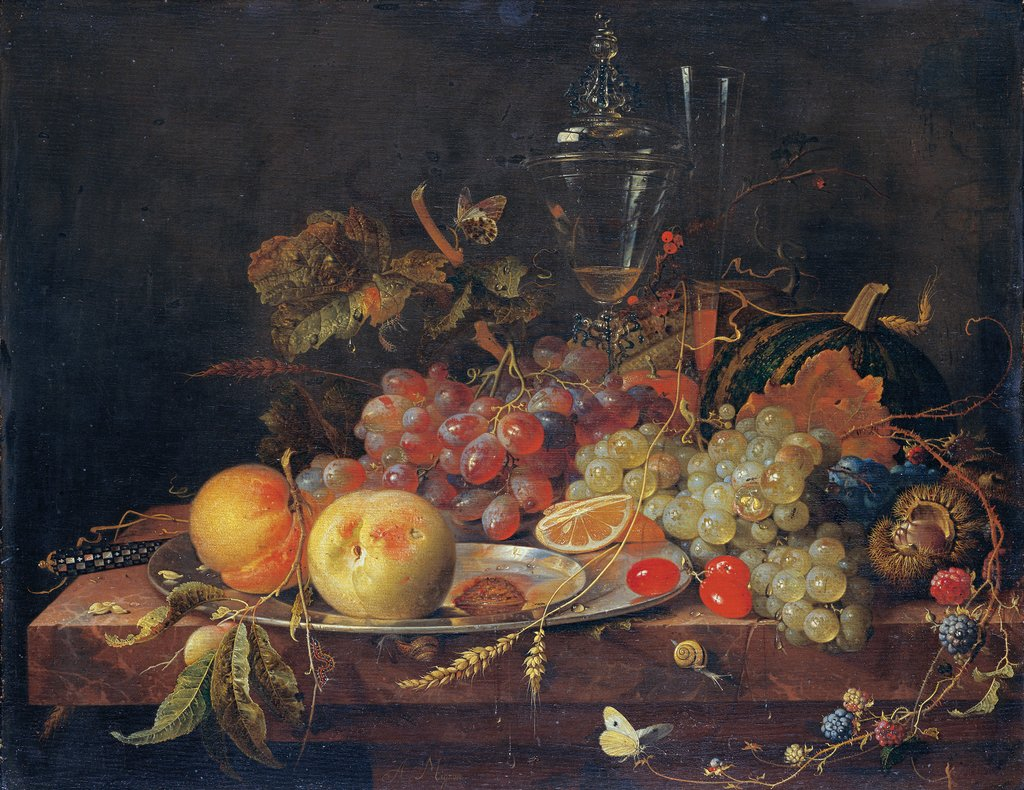
Nature morte avec fruits, assiette en étain et verres à vin 1663-64 Musée Städel
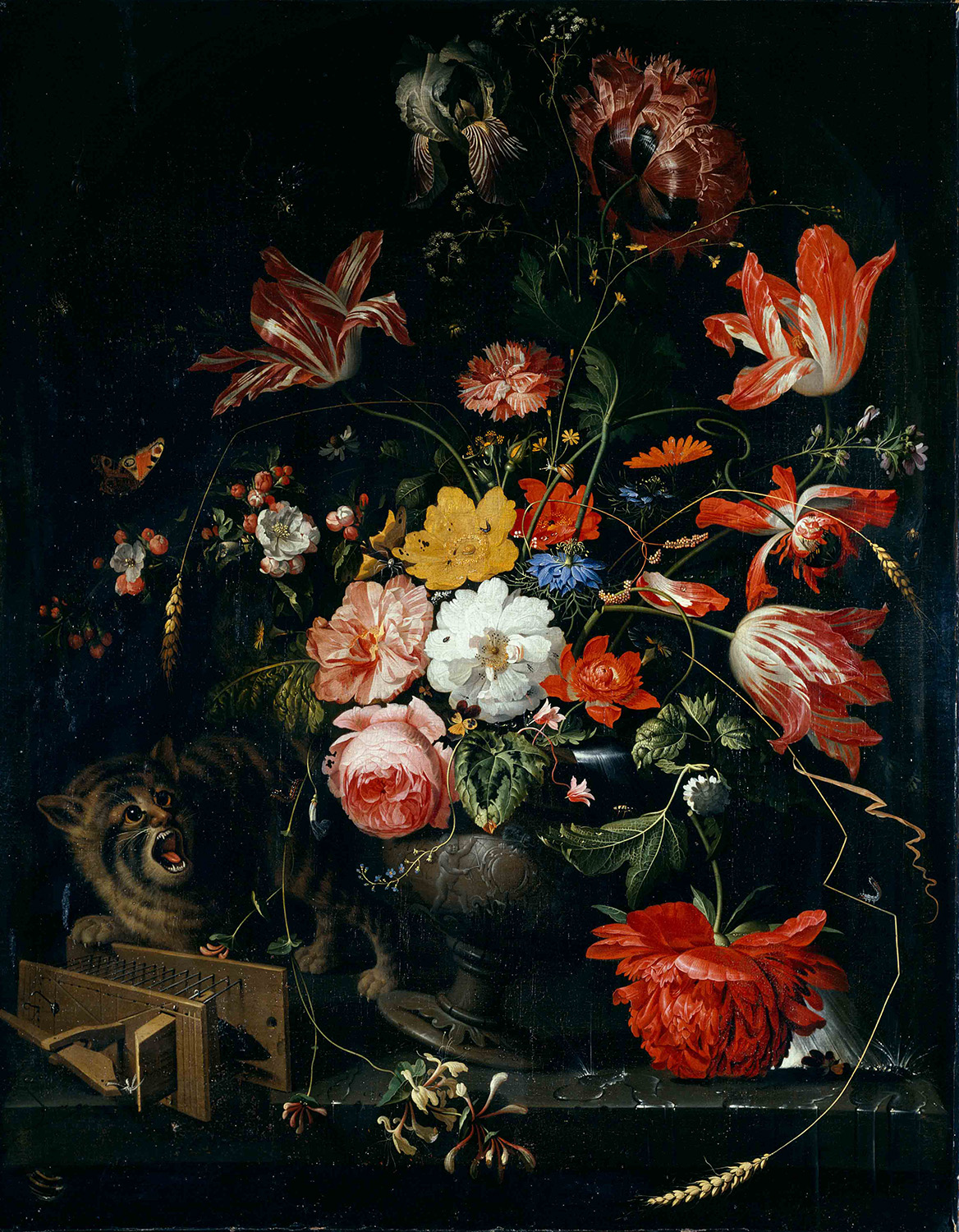
Chat renversant un vase de fleurs, sans date Musée des Beaux-Arts de Lyon
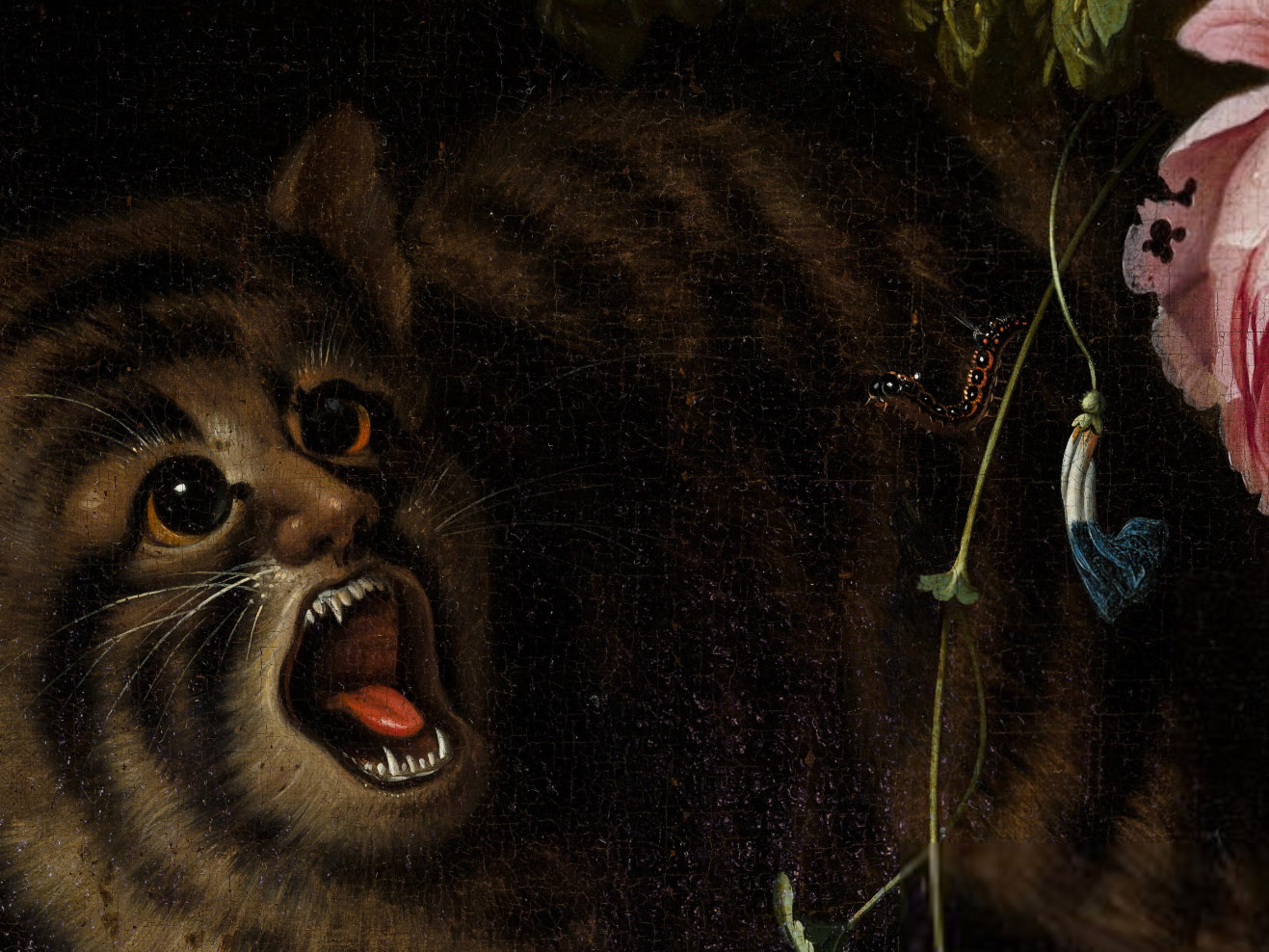
Chat renversant un vase de fleurs (détail), sans date [N 1] musée des Beaux-Arts de Lyon